# Pseudopterocomma hughi
Pseudopterocomma hughi är en insektsart som först beskrevs av Macgillivray 1963.  Pseudopterocomma hughi ingår i släktet Pseudopterocomma och familjen långrörsbladlöss. Inga underarter finns listade i Catalogue of Life.